# Рамон (аэропорт)
Аэропорт «Тимна» им. Ила́на и Аса́фа Рамо́нов (ивр. נמל התעופה תמנע ע"ש אילן ואסף רמון‎) — международный аэропорт в долине Тимна на юге Израиля, официально открытый 21 января 2019 года. Строился как замена аэропорту «Эйлат» для приёма всех гражданских рейсов, до того направлявшихся в аэропорт «Увда». Служит запасным международным аэропортом для главных воздушных ворот страны — аэропорта им. Бен-Гуриона в Тель-Авиве. Расположен в 18 км к северу от Эйлата, рядом с поселением Беер-Ора.
Это первый международный гражданский аэропорт, построенный в Израиле «с нуля» после провозглашения независимости государства в 1948 году.

## История

### Предпосылки
Аэропорт «Эйлат» был основан в 1949 году, когда территория, на которой впоследствии появился город Эйлат, ещё не была застроена. С развитием города здания возводились вокруг уже действующего аэропорта. В 1994 году был подписан Израильско-иорданский мирный договор и было решено, что деятельность эйлатского аэропорта будет перенесена в аэропорт им. короля Хусейна в иорданской Акабе. Изначально планировалось переименовать акабский аэропорт в Акабо-Эйлатский мирный международный аэропорт (англ. Aqaba-Eilat Peace International Airport). Это соглашение никогда не было воплощено в жизнь, а соглашение между двумя странами в марте 1997 года поставило условие, что внутренние рейсы будут по-прежнему совершаться из аэропорта «Эйлат», в то время как международных рейсов никакие изменения не коснулись.
Перенос аэропорта «Эйлат» из центра города считался важным для развития самого города, так как, помимо прочего, он позволил бы начать строительство новых отелей недалеко от берега моря и развивать строительство города в северном направлении. Также сократилось бы шумовое загрязнение. Проект являлся частью большого плана по развитию города, который включает такие крупные проекты, как перенос эйлатского порта ближе к иорданской границе (для чего и был необходим перенос старого аэропорта), скоростная железная дорога в Эйлат, а также обновление шоссе «Арава».
Предполагалось, что перенос аэропорта приведёт к увеличению в город потока туристов, создаст тысячи рабочих мест и значительно улучшит качество жизни местных жителей.
По решению министра транспорта Израиля Исраэля Каца, новый аэропорт будет носить имя первого израильского астронавта Илана Рамона, погибшего в катастрофе шаттла «Колумбия» при возвращении на Землю, и его сына Асафа, военного лётчика, погибшего шесть лет спустя в катастрофе истребителя F-16 в тренировочном полёте над Иудеей и Самарией.

### Планирование и строительство
Комитет по планированию и строительству Южного округа одобрил проект строительства в 2003 году, а расширенный план строительства был одобрен израильским правительством в июле 2010 года.
Начало строительство было одобрено 24 июля 2011 года ещё до того, как расширенный план строительства был готов. Стоимость проекта оценивалась в 1,95 млрд шекелей и была частично покрыта за счёт прибыли от продажи земли под эйлатским аэропортом. Плановый бюджет, одобренный 6 мая 2010 года составлял 56 млн шекелей. Существовал план проекта по схеме «строительство — эксплуатация — передача» (build-operate-transfer), но Управление аэропортов Израиля выразило протест, и правительство наделило его полномочиями по планированию и надзору за проектом. Несмотря на это, предполагалось, что если Управление аэропортов Израиля возьмёт на себя полное финансирование строительства, оно обанкротится и не сможет выполнять свои долговые обязательства. Пассажирский терминал был построен израильской строительной компанией «Danya Cebus». В терминале имеется магазин товаров беспошлинной торговли (duty-free), которого не было в аэропорту «Эйлат». За оперативное управление аэропортом, включая видеонаблюдение и защиту периметра, отвечает израильская компания «Mer Group».
Первый камень в строительство был заложен в мае 2013 года. На церемонии присутствовали официальные лица правительства и члены семьи Рамон. Строительство началось двумя неделями позднее.
Первый тестовый полёт и приземление в аэропорту прошли 5 сентября 2017 года.

## Проект строительства
В июле 2011 года правительство приняло решение о создании аэропорта в районе долины Тимна, который заменит аэропорт в Эйлате. Первоначально оценивалось, что для строительства аэропорта потребуется примерно три года.
17 октября 2012 года были опубликованы первые тендеры на строительство международного аэропорта в Тимне.
9 мая 2013 года в Тимне около посёлка Беэр-Ора началось строительство Международного аэропорта «Рамон».
8 марта 2015 года был утверждён тендер на строительство аэровокзала в Тимне. Тендерная комиссия при управлении аэропортами Израиля утвердила выигрыш компанией Denia Sibus тендера на строительство аэровокзала в строящемся аэропорту в Тимне. Стоимость проекта оценивается примерно в 400 миллионов шекелей.
Аэропорт строится в 19 км севернее Эйлата, в долине Тимна. Аэропорт предназначен для приёма и отправления международных и внутренних рейсов. Длина взлётно-посадочной полосы первоначально должна была составить 3100 м, однако после операции «Нерушимая скала» в целях повышения безопасности было принято решение продлить полосы до 3600 м, чтобы позволить всем типам воздушных судов, в том числе и большим самолётам, производить взлёт и посадку в Тимне из любого аэропорта в мире.
«Рамон» станет дополнительным международным аэропортом страны, главным образом — для авиарейсов между Европой и Израилем и для внутренних рейсов, а также альтернативным аэропортом в случае чрезвычайной ситуации. Кроме того, предполагается, что новый аэропорт станет звеном в сфере медицинского туризма и будет играть важную роль в рамках специальных пакетных сделок — путёвок на лечение на Мёртвом море. Проверяется также возможность осуществления сельскохозяйственного экспорта посредством грузовых рейсов с юга страны в различные торговые точки в Европе. Общая стоимость проекта оценивается в 1,7 млрд шекелей.
Аэропорт обеспечит высокий уровень сервиса, и будет соответствовать самым строгим стандартам по уровню безопасности, будучи полностью компьютеризированным и оборудованным по последнему слову техники. Проект включает в себя взлётно-посадочные полосы, диспетчерскую башню, просторный терминал пропускной способностью около двух миллионов пассажиров в год, 29 мест для стоянки самолётов, автостоянки, рассчитанные на 600 парковочных мест, магазины беспошлинной торговли (доступные в том числе и для пассажиров внутриизраильских рейсов).
В июне 2015 года было одобрено строительство забора безопасности вдоль южной части границы с Иорданией, который, помимо других задач, должен обезопасить строящийся аэропорт.
Строительство аэропорта планировалось завершить в конце 2016 года, а его эксплуатация, по плану, должна была начаться в апреле 2017 года. Однако первый испытательный полёт состоялся лишь 5 сентября 2017 года. Открытие аэропорта состоялось в апреле 2019 года.

## Технические сооружения
В аэропорту планируется одна взлётно-посадочная полоса длиной 3 600 м и шириной 45 м. Будет 8 стояночных мест для больших самолётов и 9 для турбовинтовых. По предварительным подсчётам площадь земли, которую будет занимать аэропорт равна 5 500 дунамов (5,5 км²), а терминал 50 000 м². Несмотря на то, что аэропорт «Рамон» будет способен принимать воздушные суда всех типов, пассажирский терминал в аэропорту «Увда» может оставаться открытым и служить запасным гражданским аэропортом даже после открытия аэропорта в Тимне.

## Транспортное сообщение
Автомобильная связь города Эйлата с аэропортом осуществляется по шоссе 90 (шоссе «Арава»), южный участок которого в январе 2011 был расширен до двух полос в каждом направлении. Тем самым время проезда от Тимны до Эйлата составит чуть больше 10 минут . Дополнительно будет построена 27-километровая линия скоростного трамвая, которая пройдёт через район гостиниц в Эйлате до КПП Таба на израильско-египетской границе.
В январе 2012 года премьер-министр Израиля Биньямин Нетаньяху объявил о строительстве железнодорожной линии «Беэр-Шева — Эйлат», которая соединит Эйлат с центром страны. В феврале 2012 года проект был утверждён правительством, а в октябре 2013 года был утверждён маршрут железнодорожного соединения Тель-Авив — Эйлат. Ожидается, что создание железнодорожного маршрута будет завершено через 5 лет с момента утверждения всей необходимой документации по проекту. Запланировано строительство железнодорожной станции «Аэропорт Тимна».

## Авиалинии и направления
В аэропорту работают европейские и израильские авиакомпании, выполняющие рейсы в страны Европы и внутренние рейсы по Израилю.
В 2022 году аэропорт был открыт для жителей Палестинской автономии из Иудеи и Самарии (Западного берега реки Иордан). В 2023 году планировалось организовать доступ в аэропорт для жителей Сектора Газа.